# Miguel Olavide Montes
Miguel Olavide Montes (Pamplona, Navarra, 5 de març de 1996) és un futbolista professional navarrès que actualment no té equip.

## Carrera futbolística
Olavide es va formar al planter del CA Osasuna. Va debutar com a sènior amb el CA Osasuna B la temporada 2013–14 a Tercera Divisió.
El 15 de novembre de 2014 Olavide va debutar amb el primer equip. Hi va entrar com a suplent de Maikel Mesa en una derrota per 0–1 a casa contra la SD Ponferradina a la Segona Divisió, en un partit en què fou expulsat al minut 89.